# Publius Mucius Scaevola (tribunus plebis)
Publius Mucius Scaevola (Latijn: P. Mucius ? f.? n. Scaevola) was een Romeins politicus uit de 5e eeuw v.Chr.
Publius Mucius Scaevola werd in 485 v.Chr. tribunus plebis en zou wegens het verstoren van de wettige orde van zaken (samenzweren met Spurius Cassius Vecellinus) zijn ambtsgenoten levend hebben verbrand, terwijl daarentegen volgens anderen negen tribuni militum (krijgstribunen), die in een gevecht tegen de Volsci waren gesneuveld (487 v.Chr.) en waaronder een zekere Mucius wordt genoemd, openlijk in de circus zijn verbrand.